# Berlepschparadiesvogel
Der Berlepschparadiesvogel (Parotia berlepschi) ist eine Vogelart aus der Gattung der Strahlenparadiesvögel (Parotia) innerhalb der Familie der Paradiesvögel (Paradisaeidae).
Die Art wurde 1897 von dem deutschen Ornithologen Otto Kleinschmidt anhand von zwei männlichen Bälgen aus der Sammlung des Grafen Hans Hermann Carl Ludwig von Berlepsch beschrieben. Der Name des Vogels geht ebenfalls auf Graf von Berlepsch zurück. Sie kommt ausschließlich in einem abgelegenen Gebirge auf Neuguinea vor und wurde erst 1985 wiederentdeckt.
Die Bestandssituation des Berlepsch-Paradiesvogels wird von der IUCN als ungefährdet (least concern) eingestuft. Es werden keine Unterarten unterschieden.

## Beschreibung
Der Berlepschparadiesvogel erreicht eine Körpergröße von 25 Zentimeter. Er ist damit einer der mittelgroßen Arten innerhalb der Familie der Paradiesvögel. Daten zu den Körpermaßen liegen nur für zwei Männchen vor. Bei diesen hatten die Flügel eine Länge von 15,6 Zentimeter. Das Schwanzgefieder war 7,7 Zentimeter lang und der Schnabel maß 3,3 beziehungsweise 3,6 Zentimeter. Angaben zum Gewicht es keine. Es gibt einen auffälligen Geschlechtsdimorphismus.
Das Männchen hat einen schwärzlichen Kopf und ein überwiegend schwärzliches Körpergefieder. Der Nacken, der obere Bereich des Halses und der Mantel sind dagegen irisierend bronze- kupferfarben. Eine kurze, aufrichtbare Federhaube befindet sich am Vorderkopf zwischen den Zügeln, sie hat weiße Spitzen. Hinter dem Auge sitzen jeweils drei lange, sehr schmale und spatelförmig auslaufende Federn. Dieser Kopfschmuck ist bei allen Arten der Strahlenparadiesvögel zu finden. Die Weibchen sind dagegen deutlich unscheinbarer. Sie haben auf der Körperoberseite ein schwarzbräunliches Gefieder. Auf der Körperunterseite ist das Gefieder braun und weiß quergebändert.
Der Berlepschparadiesvogel wurde lange als für eine Unterart des Carola-Strahlenparadiesvogels (Parotia carolae) eingestuft. Die Abtrennung als eigenständige Art ist unter anderem auf Unterschiede in der Stimme sowie der Irisfarbe sowohl beim Männchen wie beim Weibchen zurückzuführen.

## Verbreitung und Lebensraum

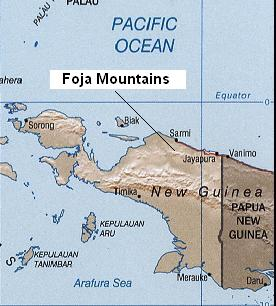
Fojagebirge auf Neuguinea

Die Verbreitung des Berlepschparadiesvogels ist auf den Westen von Neuguinea begrenzt. Sein genaues Verbreitungsgebiet in dieser unzugänglichen Region ist allerdings unbekannt. Ein weibliches Exemplar wurde 1985 von dem amerikanischen Wissenschaftler Jared Diamond im Fojagebirge entdeckt. Dieses Gebirge hat eine Fläche von 9712 Quadratkilometer und gilt als größter, noch nicht erschlossener oder erforschter tropischer Regenwald in der Region Asien-Pazifik. Die Hänge des Gebirges sind zum Teil extrem steil, was eine Besiedelung oder kommerzielle Holznutzung in dieser Region erschwert. Eine internationale Expedition, die im Dezember 2005 mit Hubschrauber ins Fojagebirge gebracht wurde, um dort die Artenvielfalt zu untersuchen, konnte während des Aufenthaltes erstmals einen männlichen Berlepschparadiesvogel beobachten. Generell wird heute davon ausgegangen, dass sich das Verbreitungsgebiet der Art auf dieses Gebirge östlich des Mamberamo begrenzt. Die Höhenverbreitung ist auf 1200 bis 1600 Meter begrenzt. Er kommt in diesem Gebiet ausschließlich im Waldesinneren vor.

## Lebensweise
Über die Lebensweise dieser Art ist bislang nichts bekannt: Es ist bislang weder die Nahrungszusammensetzung, noch die Balz oder die Details der Fortpflanzung beobachtet worden.

## Trivia
Die Typenexemplare, anhand derer Otto Kleinschmidt 1897 die Art erstmals wissenschaftlich beschrieb, sind verloren gegangen. Die zum Bestand des Museum für Naturkunde, Berlin zählenden Bälger sind während des Zweiten Weltkrieges vermutlich zerstört worden. Es ist damit schwierig zu belegen, dass es sich bei der 1985 von Jared Diamond entdeckten Population tatsächlich um die Art handelt, die Kleinschmidt beschrieb.